# Skellefteå AIK
Skellefteå AIK Hockey (SAIK) est un club de hockey sur glace professionnel de Suède, localisé à Skellefteå et évoluant en SHL.

## Histoire
Le SAIK fut fondé en 1921, bien que le hockey ne fasse son entrée au sein du club qu'en 1943, avec seulement des matches d'entraînement disputés la première saison. En 1943-44, le club se joint à la ligue locale, la Skellefteserien, saison qui ne put être terminée à cause des conditions de températures défavorables (les matches étaient joués à l'extérieur). En 1985, l'organisation hockey est détachée et Skellefteå AIK Hockey voit le jour.
En 1955, le SAIK se qualifie pour la plus haute ligue suédoise. En 1957-58, il remporte le Groupe Nord de la seconde division (Allsvenskan) et termine ensuite second de la SM-serien, un seul point derrière Djurgårdens IF. Le SAIK jouera par la suite jusqu'en 1967 dans la division nord de la Division 1. Le club eut de la difficulté à se qualifier pour un jeu continu en Division 1, mais 1975, ils remportent la ligue et terminent par la suite 4e de la SM-serien. Quand la ligue fut renommée Elitserien, le SAIK fut l'un des premiers clubs à y jouer.
Après 16 saisons passées dans les ligues inférieures, le SAIK se qualifie de nouveau pour l'Elitserien pour la saison 2006-07.

## Palmarès
- Vainqueur de l'Elitserien : 2013, 2014, 2024.